# Rafael Ariza Jiménez
Rafael Ariza Jiménez (Málaga, 25 de octubre de 1923-Sevilla, 3 de agosto de 2009) fue un político español que llegó a ser alcalde de Sevilla en 1975.

## Biografía
Su infancia transcurrió en la localidad malagueña de Algarrobo, donde su padre, Francisco Ariza (1888-1964), ejercía como practicante. Se casó con María del Carmen Ariza Marín en 1958.
Cursó estudios de medicina en la Universidad de Sevilla y ejerció toda su vida la hematología en el antiguo Hospital de las Cinco Llagas (entonces Hospital Central y hoy sede del Parlamento de Andalucía), en el Hospital de San Lázaro y en su Laboratorio de Análisis Clínicos en el barrio de Los Remedios. 
Fue colaborador de los alcaldes Félix Moreno de la Cova, Juan Fernández y Fernando de Parias Merry. También fue estrecho colaborador de José Utrera Molina, gobernador civil de Sevilla. Era decano de la Beneficencia Provincial. Su único hermano, José Ariza Jiménez, al que estaba muy unido, fue también practicante y alcalde en su Algarrobo natal.
Cuando José Utrera Molina entró a trabajar en el Ministerio de Trabajo en 1969 logró que Franco nombrara a Ariza Jiménez gobernador civil de Huelva, pero él rehusó el cargo alegando que solo se acercó al Movimiento Nacional de Sevilla por su interés por la política local y que prefería continuar en su laboratorio.
En mayo de 1975 dimitió el entonces alcalde Juan Fernández Rodríguez García del Busto y la corporación le solicitó a Ariza que tomara el cargo de alcalde provisionalmente, cosa que aceptó, con José María Resa Lora como primer teniente de alcalde provisional hasta el nombramiento de Fernando de Parias Merry.